# میکائل دبیو
میکائل دبیو (انگلیسی: Mickaël Debève؛ زادهٔ ۱ دسامبر ۱۹۷۰) بازیکن فوتبال اهل فرانسه است.
از باشگاه‌هایی که در آن بازی کرده‌است می‌توان به باشگاه فوتبال میدلزبرو، باشگاه فوتبال لو آور، باشگاه فوتبال لانس، باشگاه ورزشی آمیان، و باشگاه فوتبال تولوز اشاره کرد.